# Horní Povelice (przystanek kolejowy)
Horní Povelice (niem. Oberpaulowitz) – przystanek kolei wąskotorowej w Horních Povelicach, w kraju morawsko-śląskim, w Czechach. Znajduje się na wysokości 295 m n.p.m. i leży na wąskotorowej linii kolejowej nr 298. Powstał wraz z otwarciem linii w 1898 roku. Do 2008 roku przystanek posiadał najkrótszy tor manewrowy w całej czeskiej sieci kolejowej, pozwalający na odstawienie zaledwie jednego wagonu. Dziś jest on zasypany, tworząc peron przystanku.